# (Pronounced 'lĕh-'nérd 'skin-'nérd)
(pronounced 'lĕh-'nérd 'skin-'nérd) es el álbum debut del grupo estadounidense de rock sureño Lynyrd Skynyrd, publicado en 1973. El título del álbum se refiere a como se pronuncia el nombre de la banda.
Producido por Al Kooper, el álbum contiene "Free Bird", con el solo de Allen Collins, que Guitar World ubica en la posición #3 en su lista de los 100 mejores solos de guitarra en la historia.

## Lista de canciones

### Lado uno
1. "I Ain't the One" (Gary Rossington / Ronnie Van Zant) – 3:53
2. "Tuesday's Gone" (Gary Rossington / Allen Collins / Ronnie Van Zant) – 7:32
3. "Gimme Three Steps" (Allen Collins / Ronnie Van Zant) – 4:30
4. "Simple Man" (Gary Rossington / Ronnie Van Zant) – 5:57

### Lado dos
1. "Things Goin' On" (Gary Rossington / Ronnie Van Zant) – 5:00
2. "Mississippi Kid" (Al Kooper / Ronnie Van Zant / Bob Burns) – 3:56
3. "Poison Whiskey" (Ed King / Ronnie Van Zant) – 3:13
4. "Free Bird" (Allen Collins / Ronnie Van Zant) – 9:08

### 2001 Bonus tracks
1. "Mr. Banker (Demo)" (Gary Rossington / Ronnie Van Zant / Edward King) – 5:23
2. "Down South Jukin' (Demo)" (Gary Rossington / Ronnie Van Zant) – 2:57
3. "Tuesday's Gone (Demo)" (Gary Rossington / Allen Collins / Ronnie Van Zant) – 7:56
4. "Gimme Three Steps (Demo)" (Allen Collins / Ronnie Van Zant) – 5:20
5. "Free Bird (Demo)" (Allen Collins / Ronnie Van Zant) – 11:09

## Personal
- Ronnie Van Zant - Vocalista
- Gary Rossington -Guitarra rítmica, solista
- Allen Collins - Guitarra rítmica, solista
- Ed King - Bajo, guitarra
- Billy Powell - Teclado
- Bob Burns - batería excepto en "Tuesday's Gone"
- Leon Wilkeson - Bajo de la banda hasta antes de la grabación, volvió a reunirse después

Personal adicional en grabación
- Roosevelt Gook (Al Kooper) - Bajo, Mellotron.
- Robert Nix - Batería en "Tuesday's Gone".
- Bobbi Hall - Percusión en "Gimme Three Steps" & "Things Goin' On".
- Steve Katz - armónica en "Mississippi Kid".